# Antoni Dąbrowski (matematyk)
Antoni Dąbrowski herbu Dąbrowa (ur. 1769 w Piszczowie, zm. 1826 w Warszawie) – matematyk polski, pijar, wolnomularz.

## Życiorys
Był synem Błażeja administratora dóbr łowczego koronnego Celestyna Czaplica i Anny z Krzyżanowskich. W 1781 zapisany został do szkoły Pijarów w Międzyrzeczu Koreckim. W 1785 wstąpił do zakonu pijarów, seminarium ukończył w 1790 skierowany został jako nauczyciel do szkoły w Piotrkowie. Początkowo uczy religii i geografii w 1800 zostaje przeniesiony do Warszawy gdzie uczy fizyki i historii naturalnej. Od 1804 uczy już tylko matematyki od 1809 przez 10 lat uczy w liceum warszawskim. Był nauczycielem Joachima Lelewela. Od 1805 jest członkiem Towarzystwa Warszawskiego Przyjaciół Nauk. W latach 1810-1823 działa w Towarzystwie do Ksiąg Elementarnych. W 1817 zostaje powołany na zastępcę profesora matematyki wyższej na Uniwersytecie Warszawskim i tymczasowego dziekana Wydziału Filozoficznego. Wykładał rachunek różniczkowy i całkowy. W 1818 został profesorem zwyczajnym w lipcu 1819 promowano go na doktora filozofii w tym samym roku odznaczony został Orderem Świętego Stanisława IV klasy. Wydał kilka podręczników matematycznych. Pochowany został na nieistniejący już dziś cmentarzu Świętokrzyskim w Warszawie.